# Giuseppe Tubi
Giuseppe Tubi (Joe Piper) è un personaggio dei fumetti Disney, avversario di Topolino.
Venne creato nel 1938 da Merrill de Maris e Floyd Gottfredson; è un idraulico rapinatore.

## Descrizione
Ha l'aspetto di un corpulento canide di grossa taglia, vagamente somigliante all'ispettore Manetta. Caratterizzato da un grosso muso allungato e da un paio di sottili baffetti sulle labbra carnose, indossa una tuta azzurra da idraulico al di sopra di una camicia a quadri a maniche corte; in testa porta una piccola bombetta nera.
Sono peculiari del personaggio il suo carattere estremamente flemmatico e l'espressione apparentemente tonta e bonaria.

## Storia editoriale

### Esordio
Ideato nel 1938 dallo sceneggiatore Merril De Maris e dal disegnatore Floyd Gottfredson in Topolino e la banda dei piombatori, in questa storia Giuseppe Tubi viene presentato come un idraulico, che però usa la sua professione per coprire la sua autentica attività di rapinatore. Con il resto della sua banda, composta dall'appaltatore Rosolio (da non confondere con lo spasimante di Amelia), dal guardiano della Banca di Topolinia e dall'ispettore edile signor Spinosetti, compie indisturbato audaci rapine tra le case dei topolinesi agiati, almeno fino a che non assume come apprendista un bravo e intelligente giovane: Topolino. L'abile detective dilettante scopre che Tubi e la sua banda, una compagnia teatrale senza lavoro, hanno deciso di darsi all'antica arte del furto, sotto quell'opportuna copertura.
Come Eli Squick, Macchia Nera e molti altri celebri personaggi creati da Gottfredson, dopo il suo esordio anche Tubi non fece ulteriori comparse nelle storie di produzione americana; a partire dagli anni sessanta venne però spesso utilizzato in quelle italiane.

### Storie di produzione italiana
Dopo oltre vent'anni, Giuseppe Tubi e la sua banda escono finalmente di prigione e incrociano la loro strada con Paperon de' Paperoni, a cui preparano un brutto scherzo nella storia Paperino e il calumet della pace del 1961, scritta e disegnata da Luciano Bottaro. Questa fu la loro ultima apparizione in gruppo, mentre Tubi, da solo o con complici d'occasione, negli anni successivi è stato accolto dagli sceneggiatori italiani come villain alternativo all'onnipresente Gambadilegno per contrapporlo al detective topolinese.
Dopo essere comparso in diverse altre storie negli anni sessanta, in Topolino e il ritorno dei piombatori, scritta da Abramo e Giampaolo Barosso e disegnata da Sergio Asteriti nel 1970, troviamo un Giuseppe Tubi più sveglio anche se ancora vicino alla versione americana, mentre in Topolino e la compagnia dei dilettanti (disegnata da Romano Scarpa nel 1972) il grosso idraulico è un vero e proprio malavitoso che sfrutta il carcere dove è stato rinchiuso per realizzare alcune rapine ai danni di istituti bancari e che a un certo punto non esita a tramortire lo stesso Topolino, anche se poi, a caso concluso, gli farà come al solito i suoi complimenti.
Fra gli anni settanta e gli anni duemila il personaggio farà ulteriori, benché sporadiche, apparizioni.
Compare in un piccolo cameo durante la saga Topolinia 20802 del 2009.
Nella storia Topolino e Gambadilegno in La lunga fuga del 2013, liberamente ispirata a un'Odissea ambientata nella prima metà del ventesimo secolo, Giuseppe Tubi è nuovamente il direttore di una compagnia teatrale che si sposta lungo il fiume con un battello a vapore rappresentando episodi omerici. Ingaggia Topolino e Gambadilegno, in fuga dalla prigione, come attori; la compagnia teatrale si rivela essere una copertura per spostarsi e compiere furti, in attesa di compiere un grande colpo per poi sistemarsi per sempre e dedicarsi alla sua vera passione: l'idraulica. Durante la rappresentazione, rivela di aver riconosciuto i due fuggitivi e li minaccia per farsi rivelare il nascondiglio della refurtiva di Gambadilegno (nonostante egli stesso si dichiari estraneo ai fatti). Alla rappresentazione però assistono anche la polizia e il direttore della banca che si scopre essere il vero autore del furto operato per truffare l'assicurazione; solo con l'intervento di Topolino, rivelatosi essere un detective privato dell'assicurazione e sotto copertura del Commissario Basettoni, si riesce a districare l'impasse e consegnare i malviventi alla giustizia.
Un'apparizione particolare di Giuseppe Tubi è stata in Topolino e la banda dei cablatori, una storia del 2016 scritta da Tito Faraci e disegnata da Lorenzo Pastrovicchio, che è in effetti il remake attualizzato di Topolino e la banda dei piombatori, la sua celebre storia d'esordio, di cui vengono anche citate alcune battute.

## Impatto culturale
La repubblica di Dominica dedicò nel 1994 un suo francobollo commemorativo al personaggio.
Umberto Eco nel suo ultimo romanzo Numero zero cita Giuseppe Tubi (nella versione in inglese Joe Piper) come esempio (negativo) di comportamento professionale.
A inizio Anni Novanta il personaggio dà il nome all'artista Giuseppe Tubi (Idraulica), definito come un'esclusiva presenza informatica, che evita di mostrarsi in pubblico e che non ha alcun legame di scambio con le persone fisiche del sistema culturale, ma che espone in varie sedi nel decennio successivo.